# Elroy (Wisconsin)

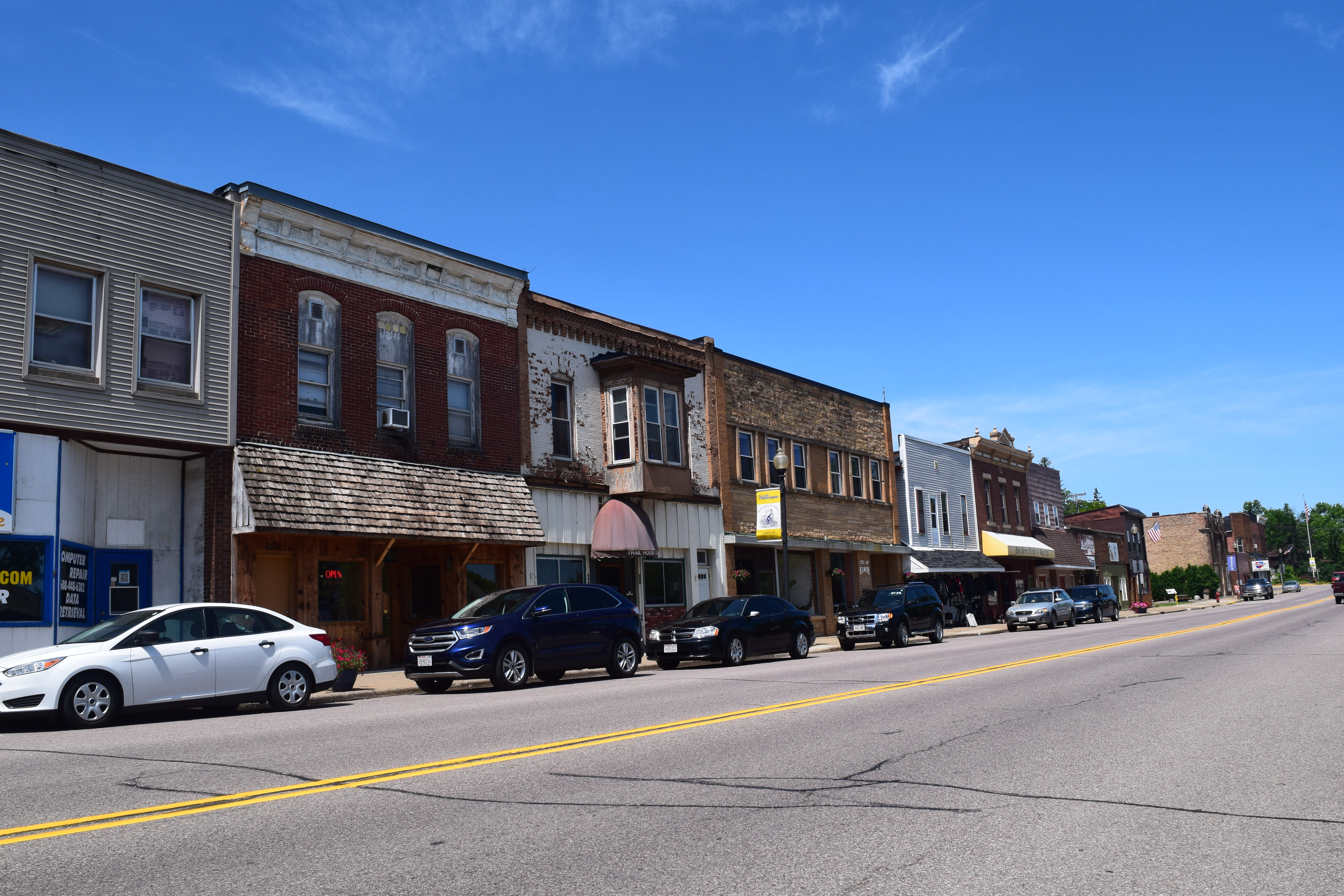
Downtown Elroy, Wisconsin (2019)

Elroy ist eine Kleinstadt (mit dem Status „City“) im Juneau County im US-amerikanischen Bundesstaat Wisconsin. Im Jahr 2010 hatte Elroy 1442 Einwohner.

## Geografie
Elroy liegt im südwestlichen Zentrum Wisconsins beiderseits des Baraboo River, der  über den Wisconsin River zum Stromgebiet des Mississippi gehört.
Die geografischen Koordinaten von Elroy sind 43°44′27″ nördlicher Breite und 90°16′20″ westlicher Länge. Das Stadtgebiet erstreckt sich über eine Fläche von 5,13 km². Die Stadt Elroy ist im Westen, Norden und Osten von der Town of Plymouth sowie im Süden von der Town of Wonewoc umgeben, gehört aber keiner davon an.
Nachbarorte von Elroy sind Hustler (18,3 km nördlich), New Lisbon (20,1 km nordnordöstlich), Mauston (20 km ostnordöstlich), Union Center (6,3 km südlich), Hillsboro (14,7 km südwestlich) und Kendall (10 km nordwestlich).
Die nächstgelegenen größeren Städte sind Green Bay am Michigansee (238 km ostnordöstlich), Wisconsins größte Stadt Milwaukee (245 km ostsüdöstlich), Wisconsins Hauptstadt Madison (127 km südöstlich), La Crosse (93,1 km westlich) und Eau Claire (171 km nordwestlich).

## Verkehr
Im Zentrum von Elroy treffen die Wisconsin State Routes 71, 80 und 82 zusammen. Alle weiteren Straßen sind untergeordnete Landstraßen, teils unbefestigte Fahrwege sowie innerörtliche Verbindungsstraßen.
Im Zentrum von Elroy treffen auf den Trassen zweier ehemaliger Eisenbahnstrecken mit dem Elroy-Sparta State Trail und dem 400 State Trail zwei Rail Trails für Wanderer und Radfahrer zusammen. Im Winter können die Wanderwege auch mit Schneemobilen befahren werden.
Mit dem Elroy Municipal Airport befindet sich 4,2 km südlich ein kleiner Flugplatz. Die nächsten Verkehrsflughäfen sind der Dane County Regional Airport in Madison (132 km südwestlich) und der Milwaukee Mitchell International Airport in Milwaukee (256 km ostsüdöstlich).

## Geschichte
1851 siedelten sich die ersten Weißen an der Stelle der heutigen Stadt an. 1872 bekam der Ort Anschluss an das Eisenbahnnetz, was die Bevölkerungszahl beträchtlich steigerte. Im Jahr 1879 wurde die Siedlung als Village of Elroy inkorporiert. Die Erhebung zur „City“ erfolgte 1885.

## Bevölkerung
Nach der Volkszählung im Jahr 2010 lebten in Elroy 1442 Menschen in 590 Haushalten. Die Bevölkerungsdichte betrug 281,1 Einwohner pro Quadratkilometer. In den 590 Haushalten lebten statistisch je 2,32 Personen.
Ethnisch betrachtet setzte sich die Bevölkerung zusammen aus 96,8 Prozent Weißen, 0,3 Prozent Afroamerikanern, 0,8 Prozent amerikanischen Ureinwohnern, 0,2 Prozent Asiaten sowie 0,3 Prozent aus anderen ethnischen Gruppen; 1,6 Prozent stammten von zwei oder mehr Ethnien ab. Unabhängig von der ethnischen Zugehörigkeit waren 2,2 Prozent der Bevölkerung spanischer oder lateinamerikanischer Abstammung.
22,5 Prozent der Bevölkerung waren unter 18 Jahre alt, 58,1 Prozent waren zwischen 18 und 64 und 19,4 Prozent waren 65 Jahre oder älter. 51,8 Prozent der Bevölkerung war weiblich.
Das mittlere jährliche Einkommen eines Haushalts lag bei 36.989 USD. Das Pro-Kopf-Einkommen betrug 18.202 USD. 16,9 Prozent der Einwohner lebten unterhalb der Armutsgrenze.

## Bekannte Bewohner
- Tommy Thompson (* 1941) – 42. Gouverneur von Wisconsin (2001–2005) – geboren und aufgewachsen in Elroy